# Gammarus desperatus
Gammarus desperatus é uma espécie de crustáceo da família Gammaridae.
É endémica dos Estados Unidos da América.
Os seus habitats naturais são: rios.
Está ameaçada por perda de habitat.